# Megaselia subulicauda
Megaselia subulicauda är en tvåvingeart som beskrevs av Schmitz 1929. Megaselia subulicauda ingår i släktet Megaselia och familjen puckelflugor. Inga underarter finns listade i Catalogue of Life.